# ケイレブ・ヘイニー
ケイレブ・ヘイニー（Caleb Hanie 1985年9月11日- ）テキサス州ダラス出身の元アメリカンフットボール選手。現役時代のポジションはクォーターバック。

## 経歴

### シカゴ・ベアーズ
コロラド州立大学から2008年4月28日、ドラフト外フリーエージェントでシカゴ・ベアーズと契約、この年の53人の最終ロースターにも残った。
2009年10月25日のシンシナティ・ベンガルズ戦において、大量リードされた終盤初出場し、パス2本中1本成功、2ヤードを獲得した。12月20日のボルチモア・レイブンズ戦でも途中出場し、パス5本中2本成功、8ヤードを獲得したがドミニク・フォックスワースにインターセプトされた。
2010年10月3日のニューヨーク・ジャイアンツ戦で先発のジェイ・カトラーが脳震盪を起こし、2番手QBのトッド・コリンズが肩を負傷してともに退場したため、出番を得た。この試合で彼は4本のパス中3本を成功、36ヤードを獲得したがチームはシーズン初の黒星を喫した。翌週10月10日のカロライナ・パンサーズ戦ではカトラーは前の試合で起こした脳震盪のため欠場し、コリンズが先発したが4インターセプトを喫し、ヘイニーは第3Qから途中出場し3本中2本のパスを成功、19ヤードを獲得、この試合はマット・フォルテのがんばりにより、23-6で勝利した。この年、チームは地区優勝を果たした。グリーンベイ・パッカーズとのNFCチャンピオンシップゲームでカトラー、コリンズが怪我で退場し、第3Q残り57秒から出場し、最初の攻撃シリーズをチェスター・テイラーの1ヤードのTDランに結びつけたが、その後、相手ノーズタックルのB・J・ラジにインターセプトされ18ヤードのリターンタッチダウンを許し7-21とリードされた。その後、残り1分21秒でアール・ベネットへの35ヤードのタッチダウンパスを決めたが、残り47秒でサム・シールズにインターセプトされ14-21で試合に敗れた。この試合で彼はパス20本中13本成功、153ヤード、1タッチダウン、2インターセプトの成績だった。
2011年7月、彼はチームと1年120万ドルで契約を結んだ。第11週にエースQBのカトラーが右手親指を骨折し長期欠場することとなったため、それまでレギュラーシーズンでは6試合で途中出場しただけの彼が第12週のオークランド・レイダース戦で初先発しパス36回中18回成功、254ヤードを獲得、2タッチダウンをあげたが3インターセプトを喫し敗れた。第15週のシアトル・シーホークス戦では途中交代を命じられた。カトラーが欠場するまで7勝3敗とプレーオフ争いをしていたチームは彼が先発となってから4連敗、最後の2試合はジョシュ・マカウンにポジションを奪われた。この年彼は4試合の先発出場を含む6試合で613ヤード、3TD、9INTに終わった。シーズン終了とともにベアーズとの契約が切れたが、ベアーズは契約延長をせず、フリーエージェントとなった。

### デンバー・ブロンコス
2012年3月24日、デンバー・ブロンコスと契約を結んだ。開幕直前の9月8日、ブロンコスから解雇されたが、9月11日にブロンコスと再契約を結んだ。第3QBの彼はレギュラーシーズンで試合出場することはなく、2013年3月、ブロンコスから解雇された。

### 2013年
2013年4月16日、ボルチモア・レイブンズと1年契約を結び、タイロッド・テイラーと共にエースQBジョー・フラッコの控えの座を争うこととなった。8月30日、レイブンズから解雇された。12月3日、ジェイソン・キャンベル、ブランドン・ウィーデンがともに脳震盪を起こし、出場が危ぶまれたクリーブランド・ブラウンズと契約したが、12月10日、解雇された。